# お旅まつり

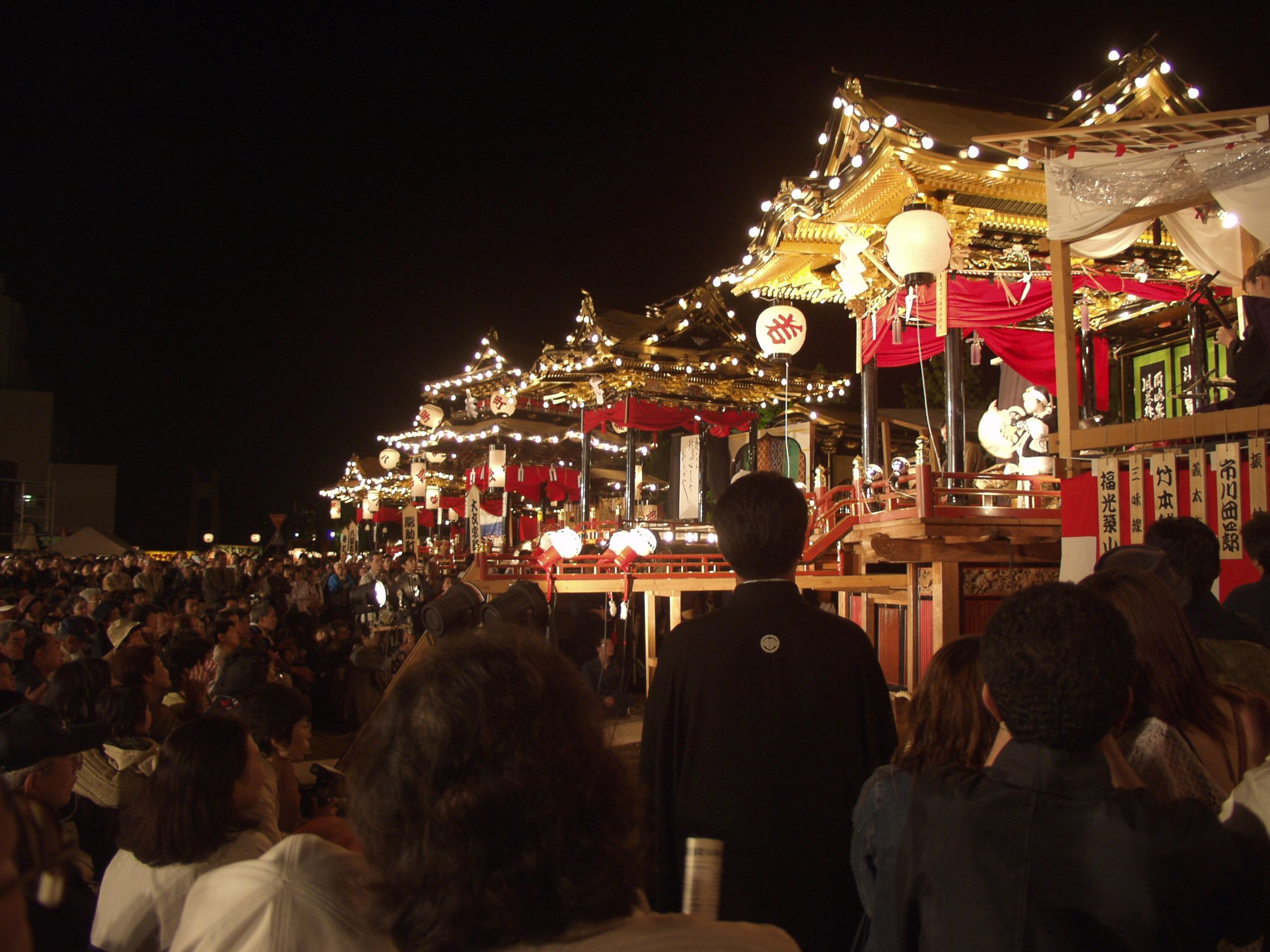
曳山八基引き揃え

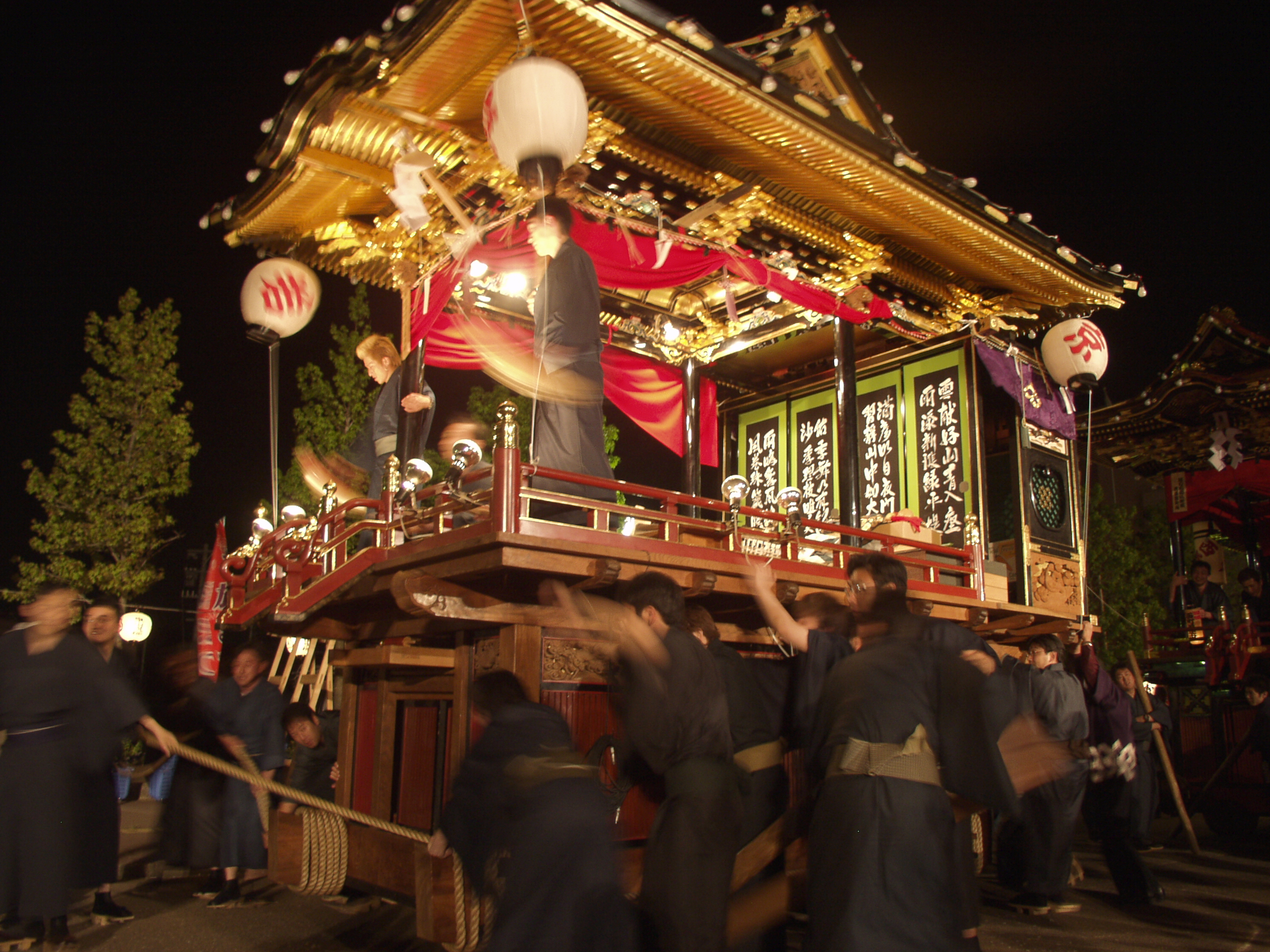
お旅まつり

お旅まつり（おたびまつり）は、石川県小松市で毎年5月の第2金曜日から日曜日の3日間にわたり行なわれる、菟橋（うはし）神社（お諏訪さん）と本折日吉神社（山王さん）の春季祭礼。曳山子供歌舞伎で有名。

## 概要
全国に残る子供歌舞伎の中で、全国8か所（不定期は除く）に伝承されている曳山子供歌舞伎の一つで、1951年（昭和26年）より毎年全8町のうち、当番制で2町の曳山の上で地元の子供たちが歌舞伎を演じる。古くは全町が行なっていた。京都の祇園祭を見た江戸時代初期の加賀藩主、前田利常が始めたと言われる。関連行事として前週に1999年（平成11年）から始まった全国子供歌舞伎フェスティバルin小松（2018年に「日本こども歌舞伎まつりin小松」に名称を変更）が開催される。
1999年（平成11年）7月23日に「お旅まつりの曳山行事」として石川県無形民俗文化財に指定されているほか、現存する8基の曳山は、1965年（昭和40年）11月3日に小松市指定文化財（建造物）に指定されている。 また小松市は、2015年（平成27年）に「平安の世の歴史物語が息づく歌舞伎のまち・小松」としていしかわ歴史遺産に認定されている。
歌舞伎の舞台となる曳山が作られたのは、1766年（明和3年）とも1776年（安永5年）ともいわれ、それぞれ文献が残っているが裏付けがなくはっきりとわかっていない。現在の曳山は寛永年間以降に作られたもので今でも改修されながら使われており、中には200年以上の歴史を持つ曳山もある。曳山は町ごとに曳き出されそれぞれ個性があるが、いずれも石川県特産の金箔と漆で装飾され、他の地方の同様の山車より壮麗なのが特徴となっている。曳山は氏子の手で市中を引き回される。引き回されるとき、歌舞伎で使われる拍子木と「よーいや八寸」の掛け声で音頭が取られる。町家の並ぶ小松市の旧市街を曳山が行く様子は見ごたえがある。 
1990年（平成2年）より小松市制施行50周年を記念し、祭りの後半、町の広場にすべての曳山が一斉に集まり豪華さを競う、曳山八基引き揃えが行われる（2018年は公立小松大学の開学を記念して小松駅前で開催）。ただ、近年は曳山の引き手の人出不足があり、8町の曳山が揃うケースもなくなっている。

## 子供歌舞伎と曳山を有する町
寛政年間には十数基あったが寛政の終わりには8基に減り、1813年（文化10年）には10基に増えたが、1930年（昭和5年）と1932年（昭和7年）の大火で、それぞれ1基の曳山を焼失し現在は8基である。

### 現存する曳山

#### 西町（にしちょう）
1790年（寛政2年）建造。
- 高さ 5.91m　長さ 7.88m　屋根幅 3.79m　舞台幅 2.61m

#### 龍助町（りゅうすけちょう）
寛政年間頃の建造といわれる。
- 高さ 6.95m　長さ 7.16m　屋根幅 （上）2.91m（下）3.66m　舞台幅 2.85m
- 二重屋根である。

#### 京町（きょうまち）
1792年（寛政4年）建造。
- 高さ 5.66m　長さ 7.54m　屋根幅 3.51m　舞台幅 2.9m

#### 中町（なかまち）
1798年（寛政10年）頃の建造といわれる。
- 高さ 5.79m　長さ 7.8m　屋根幅 3.55m　舞台幅 2.8m

#### 寺町（てらまち）
1798年（寛政10年）頃の建造といわれる。
- 高さ 5.78m　長さ 7.79m　屋根幅 3.54m　舞台幅 2.83m

#### 八日市町（ようかいちまち）
寛政年間頃の建造といわれる。
- 高さ 6.57m　長さ 7.15m　屋根幅 （上）2.92m（下）3.68m　舞台幅 2.85m
- 二重屋根である。

#### 大文字町（だいもんじちょう）
寛政年間頃の建造といわれる。
- 高さ 5.77m　長さ 7.8m　屋根幅 3.55m　舞台幅 2.8m

#### 材木町（ざいもくちょう）
1813年（文化10年）建造。
- 高さ 5.63m　長さ 7.18m　屋根幅 3.52m　舞台幅 3.09m

### 焼失により廃絶した曳山

#### 松任町（まっとうまち）
1777年（安永6年）建造。1930年（昭和5年）3月28日の橋北大火にて焼失。

#### 東町（ひがしちょう）
1807年（文化4年）建造。1932年（昭和7年）10月21日の橋南大火にて焼失。

## こまつ曳山交流館みよっさ
2013年（平成25年）5月1日、小松市八日市町に開館した曳山会館。
2階建ての館内1階には、8基ある曳山の内2基を交代で常設展示するほか、町の歴史紹介、曳山の歴史や特徴の紹介、曳山史料の展示、そこで演じられる子供歌舞伎の紹介、歌舞伎衣装や台本などが展示されている。また稽古や発表会、展示会などを行なえる48畳の広さがある「十八番（おはこ）舞台」という舞台がある。2階には曳山を映像で紹介する2階ギャラリー、会議や研修、発表会等の控え室など多目的に使用できる20畳の「スタジオかぶく」、スタジオかぶくと合わせて使用可能な、大向う（おおむこう）桟敷と壁面ギャラリーがある。なお入館料は無料である（舞台やスタジオ・桟敷使用は有料）。